# Meniscomorpha subflava
Meniscomorpha subflava är en stekelart som först beskrevs av Davis 1898.  Meniscomorpha subflava ingår i släktet Meniscomorpha och familjen brokparasitsteklar. Utöver nominatformen finns också underarten M. s. basimacula.